# Marco Minúcio Rufo (cônsul em 110 a.C.)
Marco Minúcio Rufo (em latim: Marcus Minucius Rufus) foi um político da gente Minúcia da República Romana eleito cônsul em 110 a.C. com Espúrio Postúmio Albino.

## Carreira
Em 121 a.C, foi eleito tribuno da plebe. Em 110 a.C., foi eleito cônsul com Espúrio Postúmio Albino e assumiu a província da Macedônia. Continuou a guerra contra os bárbaros da Trácia e, ao voltar a Roma, no ano seguinte, obteve um triunfo por suas vitórias contra escordiscos e tribales.
Na mesma época, construiu o Pórtico de Minúcio, perto do Circo Flamínio.